# Presentación de don Juan de Austria al emperador Carlos V, en Yuste
Presentación de don Juan de Austria al emperador Carlos V, en Yuste es un óleo sobre lienzo realizado en 1869 por el pintor español Eduardo Rosales. Sus dimensiones son de 76,5 cm x 123,5 cm.
Esta pintura de historia representa el momento en el que don Juan de Austria, hijo natural de Carlos I de España y Bárbara Blomberg, es conducido a presencia de su padre en su retiro del monasterio de Yuste.
Se expone en el Museo del Prado, Madrid.